# Tanca publicitària

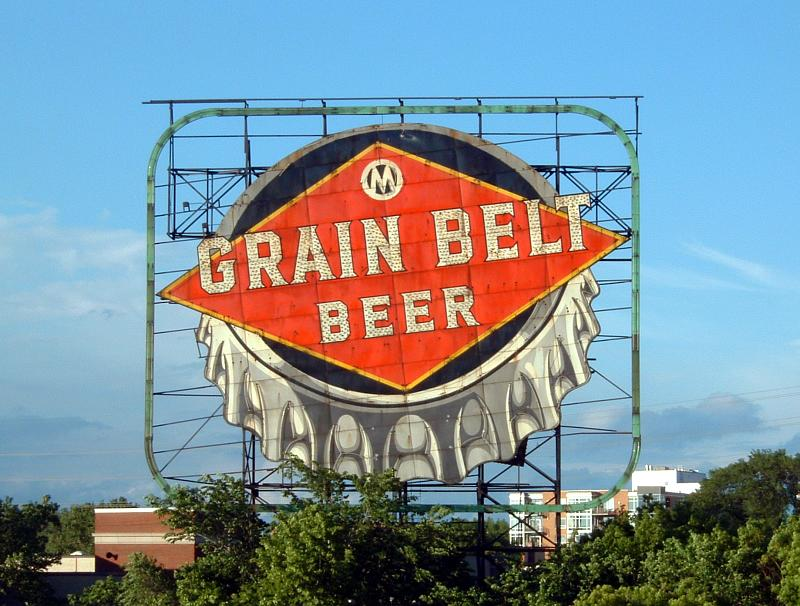
Tanca publicitària.

Una  tanca publicitària  és un suport pla sobre el qual es fixen cartell és publicitaris. Les tanques s'han convertit en part habitual del paisatge urbà i interurbà presentant un anunci o missatge publicitari. La quantitat, ubicació i col·locació de les tanques (reculades, separació, agrupació de tanques, etc.) A cada localitat està determinada pel mateix Ajuntament. De vegades, també hi ha normatives estatals sobre la seva col·locació en determinats entorns. Per exemple, a Espanya està prohibida la instal·lació de les tanques a les carreteres en entendre que poden distreure l'atenció dels conductors i provocar accidents.
Per les seves especials característiques, les tanques no es col·loquen en les façanes d'habitatges sinó a algun lloc deshabitat com ara:
- Escola.
- Estadi esportiu, poliesportiu, piscina, etc.
- Centre penitenciari.
- Edifici en construcció o rehabilitació.
- Descampat, solar buit.

També es col·loquen en una avinguda ampla, una plaça, un parc o sobre jardins.
La tanca tradicional consisteix en una superfície plana sobre la qual es col·loquen diferents làmines la combinació de les quals conforma una imatge. També es diuen tanques als suports publicitaris que es col·loquen en els laterals dels terrenys de joc en estadis o poliesportius. Algunes varietats de tanques són:
- Tanca mono-suport. Utilitzada en llocs amplis o en absència de mur, es tracta d'una tanca suportada per un sol peu de gran alçada. És pròpia de zones poc poblades o vies interurbanes.
- Tanca bi-suport. Utilitzada en llocs més amplis, en absència de mur, es tracta d'una tanca suportada per dos peus de gran alçada. Com dos mono-suports col·locats de forma contínua. Sol mantenir una tanca de grans dimensions desenvolupat en tres dimensions i amb il·luminació.

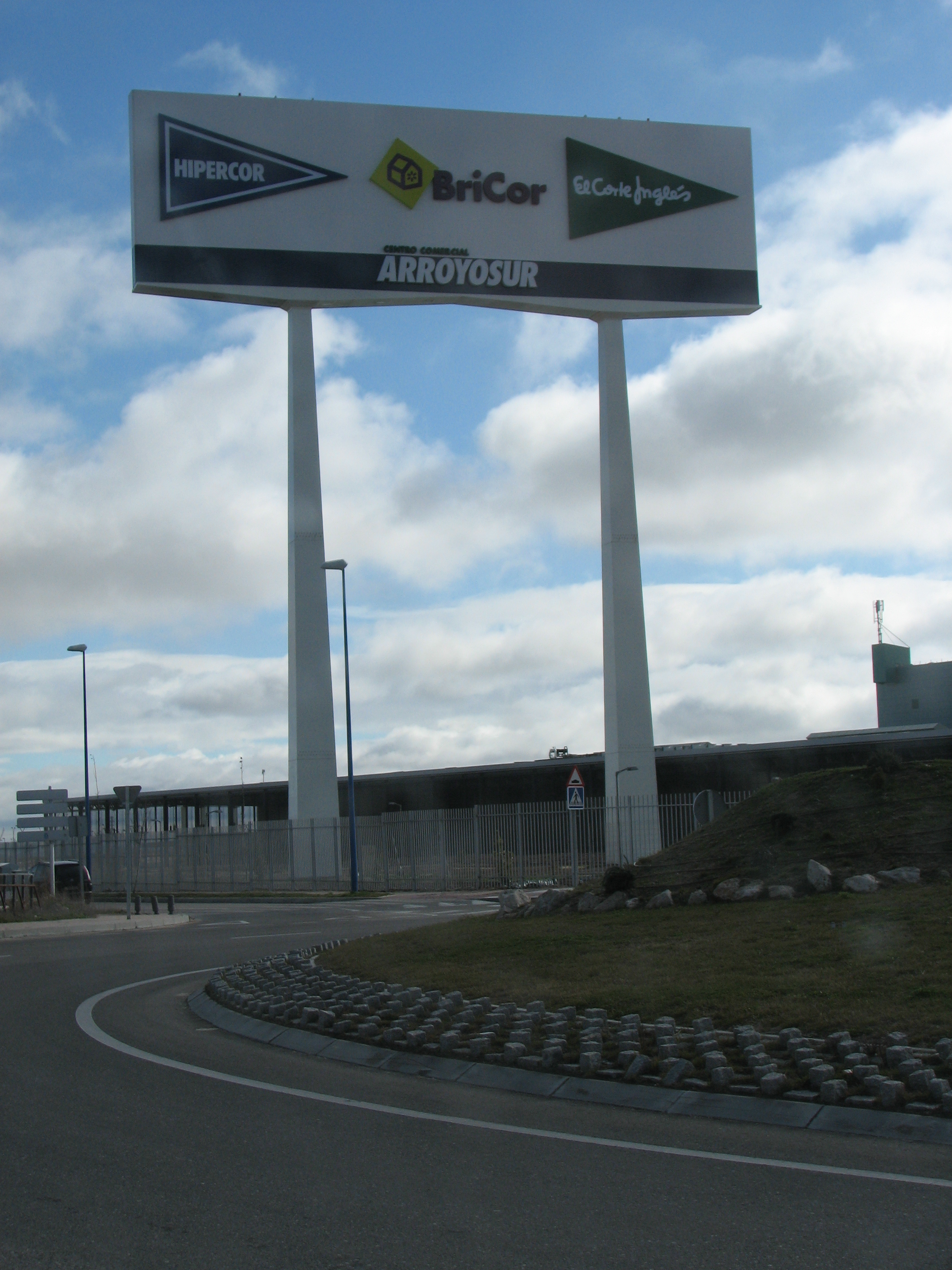
Tanca bi-suport.

- Tanca de tres cares. La imatge publicitària es forma per la combinació d'una sèrie de panells de secció triangular impresos per les tres cares. Un sistema automàtic fa que girin tots alhora canviant així el missatge a la vista del públic. D'aquesta manera, s'aconsegueix que en un mateix suport es puguin combinar tres anuncis diferents. El moviment constitueix un al·licient afegit en atraure la mirada amb més intensitat que un element estàtic.
- Tanca il·luminada. Seria la tanca tradicional a la qual s'ha introduït il·luminació interior. D'aquesta manera, el missatge es pot visualitzar també en ambients poc il·luminats o de nit generant un nombre més gran d'impactes publicitaris. Enfront de la il·luminació exterior per mitjà de llums, aquesta modalitat adquireix gran vistositat en crear un efecte de reverberació.
- Tanca baixa. En trobades esportives i altres certàmens, s'aprofiten els peus d'una graderia per instal·lar tanques publicitàries. En la seva versió més avançada, trobem tanques que despleguen diferents anuncis programats per ordinador.
- Tanca de vuit peces. Que és de naturalesa urbana i es compon de vuit impressions enganxades per crear una gran imatge.

Mesures habituals: 320x200cm, 400x300 cm, 800x300 cm i 1200x400 cm.

## Suports similars
Hi ha alguns suports publicitaris que, sense ser pròpiament tanques constitueixen una evolució de les mateixes i compleixen funcions similars. Es poden destacar les següents.
- Expositor retro-il·luminat. Es tracta d'un expositor que conté il·luminació interior. Els cartells s'exposen per una o dues cares. Generalment, l'utilitzen els publicistes per posar missatges publicitaris o institucionals i de vegades per inserir informació útil per al vianant com plànol de la zona, telèfons d'interès, etc. Alguns combinen altres utilitats com a dipòsit de piles un sol ús o dispensador de plànols de la ciutat. També és utilitzat en format de paret per anunciar productes, serveis o esdeveniments culturals.
- Expositor dinàmic. Es tracta d'una variació de l'anterior. L'expositor dinàmic és una tanca a peu de carrer il·luminada interiorment que conté un rotllo amb diferents missatges. Aquesta tecnologia de cartellera rotativa pot desplegar gran nombre de cartells diferents en un sol expositor. A més, el sistema és programable permetent diferents temps d'exposició per a cada un d'ells. Es presenten en diferents mides, en modalitats tant de peana com de paret.